# Arbeitslager Trzebinia

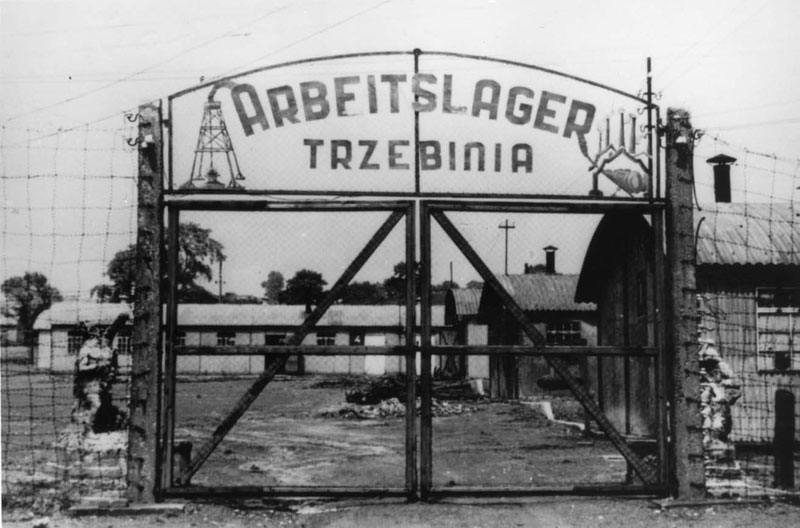
Haupttor des Lagers

Das Arbeitslager Trzebinia war ein  Konzentrationslager des deutschen nationalsozialistischen Regimes. Es befand sich in Trzebinia, 36 km westlich von Krakau (heute Republik Polen).

## Name und Geschichte
In Trzebinia befand sich während der deutschen Besetzung Polens ein Ghetto, von dem aus Juden von 1. September 1942 bis 20. Januar 1945 Zwangsarbeit leisteten. Ab 1. Juli 1944 oder August 1944 wurde dort ein Außenlager des KZ Auschwitz I mit der Tarnbezeichnung Arbeitslager Trzebinia geführt. Die Bezeichnung „Arbeitslager der Waffen-SS“ war der von der SS ab 1943 offiziell verwendete Deckname besonders für solche KZ-Außenlager, die im Zuge der verstärkten Untertageverlagerung der deutschen Rüstungsindustrie errichtet wurden.
Die KZ-Häftlinge des Außenlagers Trzebinia wurden hauptsächlich zum Ausbau einer Raffinerie für die Firma Erdöl Raffinerie GmbH eingesetzt. Mit Stand vom 17. Januar 1945 zählte das Lager 641 Häftlinge.
Aufgrund der hohen Todeszahlen unter den Häftlingen erhielt das KZ Trzebinia ein eigenes Krematorium, das von der Firma E. Kori aus Berlin errichtet wurde.